# Helmer Hanssen (Schiff)
Die Helmer Hanssen ist ein norwegisches Forschungsschiff der Universität Tromsø. Das Schiff wird für ozeanographische und Fischerei- sowie Klimaforschung eingesetzt. In erster Linie wird es von der Universität Tromsø, dem Institute of Marine Research in Bergen und dem University Center (UNIS) auf Spitzbergen genutzt. Das Schiff wird von Northshore in Tromsø bereedert.

## Geschichte
Das Schiff wurde von Skipsteknisk entworfen und 1988 unter der Baunummer 691 auf der Werft Danyard in Frederikshavn als Heckfänger gebaut. Die Kiellegung fand am 25. Januar, der Stapellauf am 2. April 1988 statt. Die Fertigstellung des Schiffes erfolgte am 5. August 1988.
1992 wurde das Schiff auf der norwegischen Werft Båtbygg in Raudeberg zum Forschungsschiff umgebaut und von der Universität Tromsø gechartert. Zum 17. Juni 2011 kaufte die Universität Tromsø das Schiff für NOK 72 Millionen. Neuer Name des Schiffes, das zuvor als Jan Mayen in Fahrt war, wurde Helmer Hanssen nach dem Polarforscher Helmer Hanssen.
Die Zukunft des Schiffes ist ungewiss. Im Zuge des Baus der Kronprins Haakon als neues norwegisches Polarforschungsschiff wurde die Außerdienststellung des Schiffes erwogen.

## Technische Daten
Der Antrieb des Schiffes erfolgt durch einen Wärtsilä-Dieselmotor (Typ: 8R32E) mit 3000 kW Leistung, der über ein Untersetzungsgetriebe auf einen Verstellpropeller wirkt. Das Schiff ist mit einem Bugstrahlruder ausgestattet.
Für die Stromerzeugung steht ein Leroy-Somer-Wellengenerator mit 2280 kVA Scheinleistung zur Verfügung, der über eine Abtriebswelle von der Hauptmaschine angetrieben wird. Außerdem steht ein Leroy-Somer-Generator (Typ: LSA 50 M4) mit 945 kVA Scheinleistung zur Verfügung, der von einem Cummings-Dieselmotor (Typ: KTA 38 G2) angetrieben wird.
Der Rumpf des Schiffes ist eisverstärkt (Eisklasse 1C).

## Ausstattung
Das Schiff verfügt über 21 Einzel- und Doppelkabinen für 35 Personen, davon 11 Besatzungsmitglieder. Insgesamt stehen 40 Kojen zur Verfügung.
An Bord stehen mehrere Laborräume und weitere Räume für Forschungszwecke zur Verfügung. Unterhalb des Hauptdecks befinden sich drei Laderäume, ein Gefrierraum mit einer Kapazität von 500 m³, ein Kühlraum mit einer Kapazität von 200 m³ und ein Trockenraum mit einer Kapazität von 150 m³. Hinter den Laderäumen befindet sich der Maschinenraum. Auf dem Brückendeck befindet sich in etwa 15 Meter Höhe ein Krähennest als Ausguck.
Das Schiff ist mit mehreren Echolot- und Sonaranlagen ausgerüstet und verfügt über verschiedene, für die Fischereiforschung benötigte Winden. An Deck stehen drei Hebewerkzeuge zur Verfügung, eins im Vorschiffsbereich vor dem Brückendeck und zwei im Achterschiffsbereich hinter den Decksaufbauten.